# Шаболтаев, Алексей Фёдорович
Алексей Фёдорович Шаболтаев (1927—1992) — советский хозяйственный, государственный и политический деятель, первый секретарь Климовского райкома КПСС Брянской области. Герой Социалистического Труда (1976).

## Биография
Родился в 1927 году в Почепе, Почепского уезда Брянской губернии.
С 1944 года в возрасте семнадцати лет, А. Ф. Шаболтаев был призван в ряды Рабоче-Крестьянской Красной армии и направлен в действующую армию, на фронт. Участник Советско-японской войны. В 1945 году был принят в члены КПСС. За участие в войне был награждён орденом Отечественной войны 2-й степени.
С 1951 года после увольнения из рядов Советской армии работал на хозяйственной, общественной и партийной работе в Брянской области. С 1965 по 1978 годы, в течение тринадцати лет, А. Ф. Шаболтаев был первым секретарём Климовского районного комитета КПСС Брянской области, Климовский район под руководством А. Ф. Шаболтаев стал одним из самых развитых во всей Брянской области. В 1966 и 1971 годах Указом Президиума Верховного Совета СССР «за высокие трудовые достижения в районе»  Алексей Фёдорович Шаболтаев был награждён орденами «Знак Почёта» и Октябрьской революции.
С 1970 по 1976 годы в Климовском районе руководимом А. Ф. Шаболтаевым было создано или существовало около двадцати шести колхозов и два совхоза. 15 декабря 1972 года  Указом Президиума Верховного Совета СССР «за высокие трудовые достижения и перевыполнение плана»  Алексей Фёдорович Шаболтаев был награждён Орденом Трудового Красного Знамени.
В 1976 году в некоторых хозяйствах Климовского района Брянской области был собран рекордный урожай картофеля и зерновых, который достигал — двести семьдесят центнеров с гектара, зерновых — 26,4 центнера с гектара, Климовским районом государству было продано — девяносто шесть тысяч тонн картофеля. 
23 декабря 1976 года  Указом Президиума Верховного Совета СССР «за выдающиеся успехи, достигнутые во Всесоюзном социалистическом соревновании, проявленную трудовую доблесть при выполнении планов и социалистических обязательств по увеличению производства и продажи государству зерна и других сельскохозяйственных продуктов в 1976 году»  Алексей Фёдорович Шаболтаев был удостоен звания Героя Социалистического Труда с вручением Ордена Ленина и золотой медали «Серп и Молот».
В последующем, вплоть до выхода на заслуженный отдых работал в должности — председателя Брянского областного Совета профсоюзов. 
Скончался 5 июля 1992 года в Брянске.

## Награды
- Медаль «Серп и Молот» (23.12.1976)
- Орден Ленина (23.12.1976)
- Орден Октябрьской революции (08.04.1971)
- Орден Отечественной войны 2-й степени (11.03.1985)
- Орден Трудового Красного Знамени (15.12.1972)
- Орден «Знак Почёта» (21.07.1966)
- Медаль «За победу над Германией в Великой Отечественной войне 1941—1945 гг.»